# Edificio Arundel

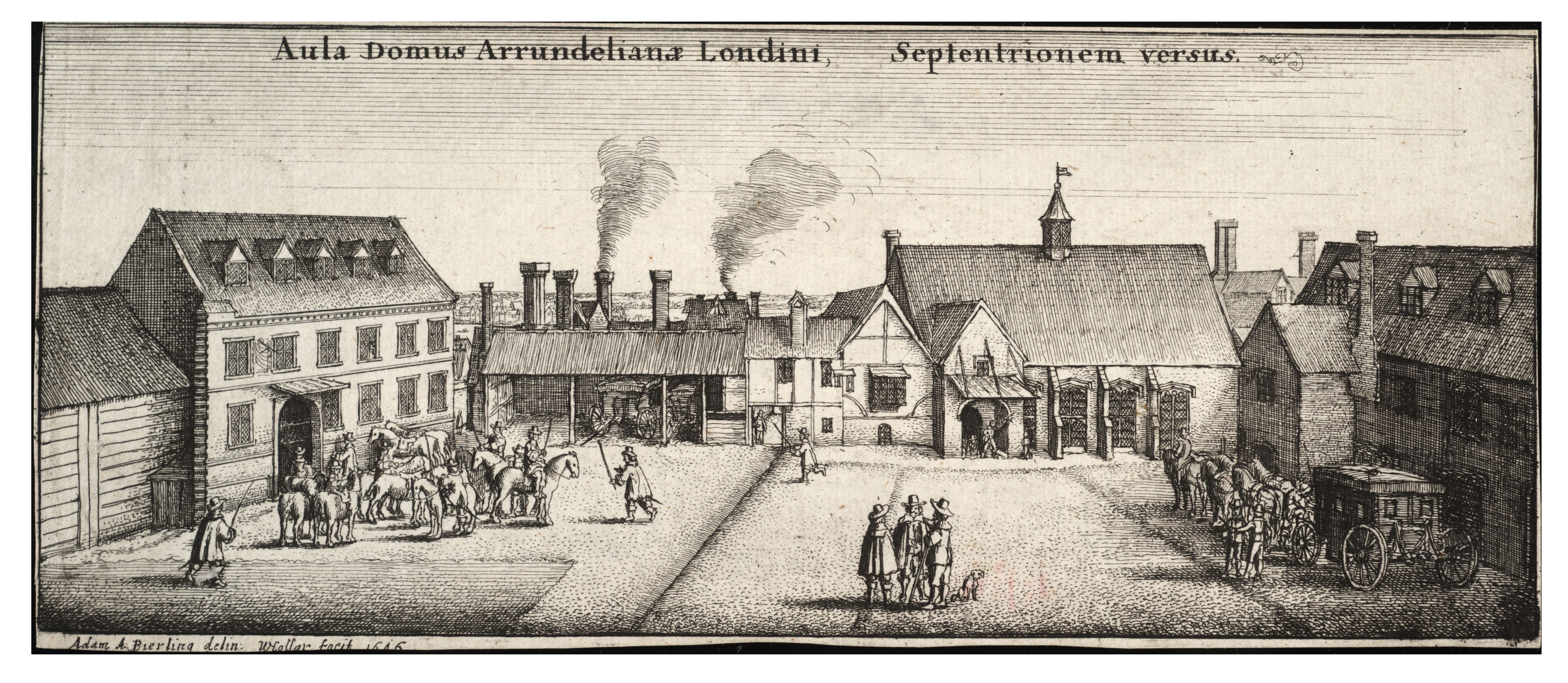
Arundel House, vista desde el norte, grabado de 1646 de Adam Bierling según un dibujo de su entonces ocupante Wenceslas Hollar

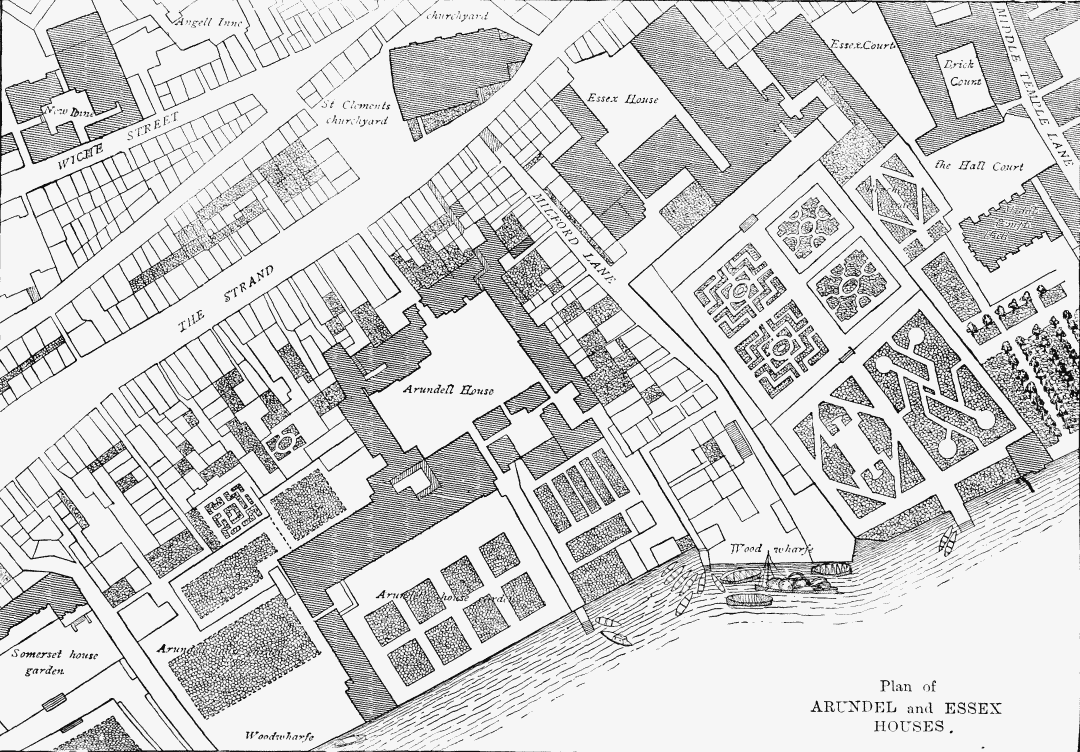
Mapa de la Casa Arundel, dibujado por Wenceslas Hollar, alrededor de 1677

El Edificio Arundel era una casa adosada o palacio de Londres (Inglaterra) situada entre la calle Strand y el río Támesis, cerca de la iglesia de St. Clement Danes. Actualmente es la sede del Instituto Internacional de Estudios Estratégicos.

## Historia
Durante la Edad Media fue la casa urbana de los obispos de Bath y Wells, y se la conocía como "Bath Inn", de manera similar a otras grandes casas y edificios de la ciudad de Londres como Lincoln's Inn, Gray's Inn, etc. En 1539, con la disolución de los monasterios, el rey Enrique VIII lo concedió a William Fitzwilliam, conde de Southampton.
Volvió a la Corona a la muerte de Fitzwilliam y en 1545 el rey Enrique VIII lo volvió a otorgar a Thomas Seymour, primer barón Seymour de Sudeley, hermano menor de la reina Jane Seymour, tercera esposa del rey y hermano menor de Edward Seymour, primer duque. de Somerset, Lord Protector, tío del infante rey Eduardo VI de Inglaterra. Después de la ejecución de Thomas Seymour en 1549 por traición, la casa fue vendida a Henry Fitz Alan, duodécimo conde de Arundel, por unas 40 libras esterlinas.
Más tarde, el edificio fue heredado por matrimonio por la familia Howard y albergó los "Mármoles de Arundel", la famosa colección de esculturas de Thomas Howard, 2º/21º Conde de Arundel, 4º Conde de Surrey, 1º Conde de Norfolk (1585-1646), la mayor parte de ellas, se encuentra actualmente en el Museo Ashmolean de Oxford, aunque se puede ver un relieve de Éfeso del siglo II d. C. conservado en la casa en la galería del siglo XVII del Museo de Londres. El Edificio Arundel también albergó a su protegido, el artista y topógrafo Wenceslaus Hollar. La Royal Society celebró sus reuniones en este edificio durante algunos años, a finales de la década de 1660.
Alrededor del año 1618, el arquitecto de la corte Inigo Jones diseñó una puerta de entrada de estilo italiano para el edificio Arundel, y probablemente un ala conocida por la vista de Cornelius Bol, y el edificio con ventanas abuhardilladas que se ven en el grabado de Hollar.
Bajo el antiguo nombre de "Bath Inn", albergó a Henry Percy, noveno conde de Northumberland después de su liberación de la Torre de Londres en 1621. El edificio Arundel del siglo XVII fue demolido y es conmemorada por Arundel Street y Surrey Street. La actual casa Arundel es de estilo Neotudor de finales del siglo XIX, al inicio de la calle Arundel en la esquina de la plaza Temple, es un centro de conferencias utilizado como sede del Instituto Internacional de Estudios Estratégicos.
Los baños romanos, Strand Lane, estaban situados dentro de los terrenos y son propiedad del National Trust(Fundación Nacional para Lugares de Interés Histórico o Belleza Natural).
Según The Oxford Dictionary of Music (1994), la primera interpretación del motete de cuarenta partes de Thomas Tallis, Spem in alium, probablemente tuvo lugar en la Long Gallery del edificio Arundel en 1568 o 1569.